# Love Benigh
Love Sofian Nusantara Benigh, född 23 januari 1973, är en svensk journalist. 
Love Benigh började som allmänreporter och programledare för TV4 i Malmö 1997. 2000–2001 var han stationerad på TV4 i Stockholm. Från 2001 till 2006 var han allmänreporter på SVT Aktuellt och Rapport. Sedan april 2006 arbetar han som politisk reporter och kommentator på SVT och har bevakat både svenska riksdagsval och EU-val.
Sedan mars 2020 är han gruppchef för ekonomi- och politikgruppen på SVT Nyheter.